# Petr Chytil

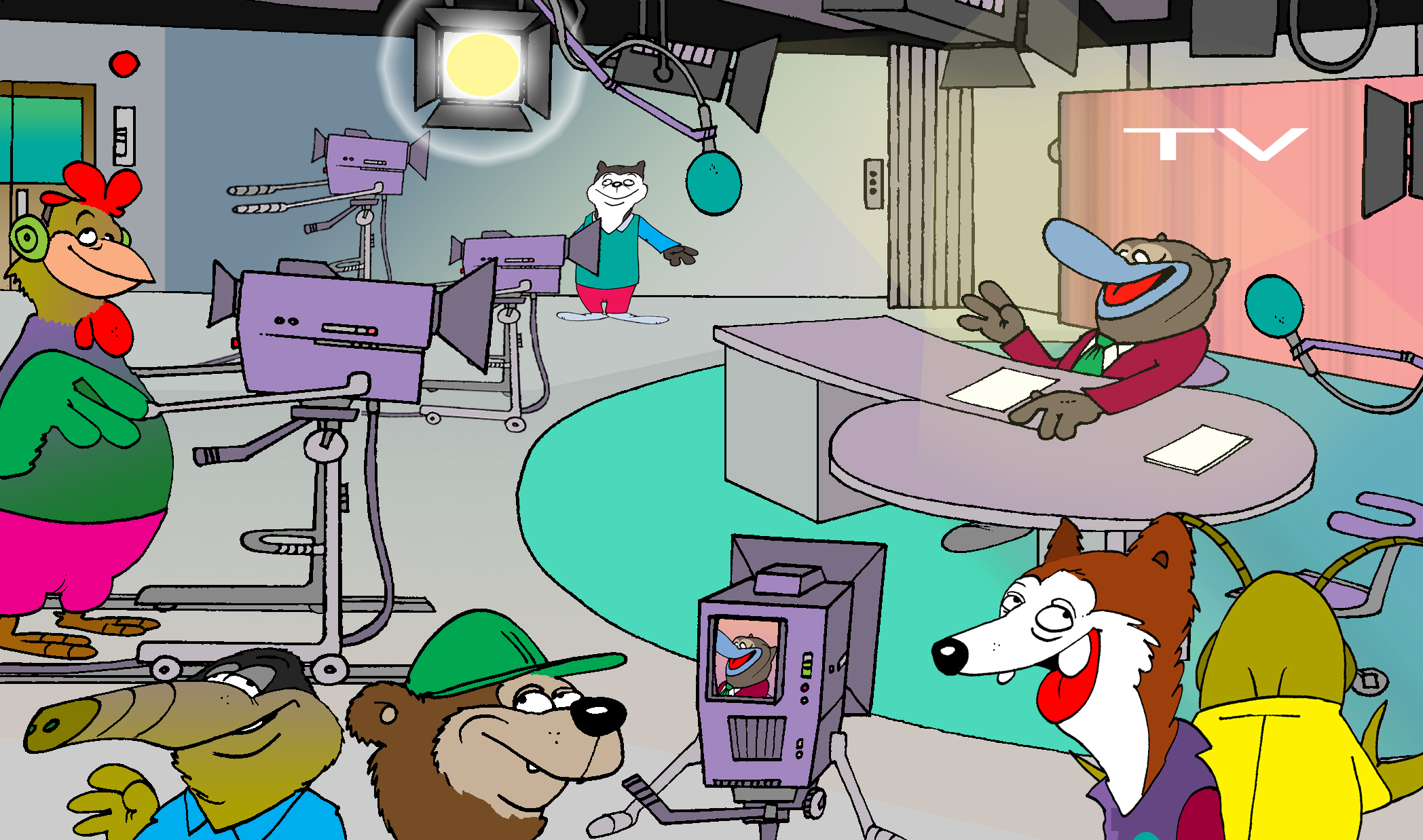
Ukázka Chytilovy kresby

Petr Chytil (nar. 1964) je český humoristický kreslíř, ilustrátor a grafik. 
Dlouhodobě spolupracuje s časopisem Trnky-Brnky a přispěl i do řady publikací z jejich vydavatelství (edice Srandokaps apod.). Ilustroval také sbírku textů M. Šimka a L. Soboty Jak vyrobit bumerang (2005). Nové široké publikum si jeho tvorba získala, když se stal výtvarníkem televizního pořadu Pod pokličkou. Pro mládež kreslí komiksový seriál Arturovci, který má i animovanou podobu.
Jeho tvorba je nezaměnitelná díky velmi svérázným kresbám osob (i zvířat), s rozšklebenými obličeji a typicky dvěma obrovskými zuby.

## Galerie

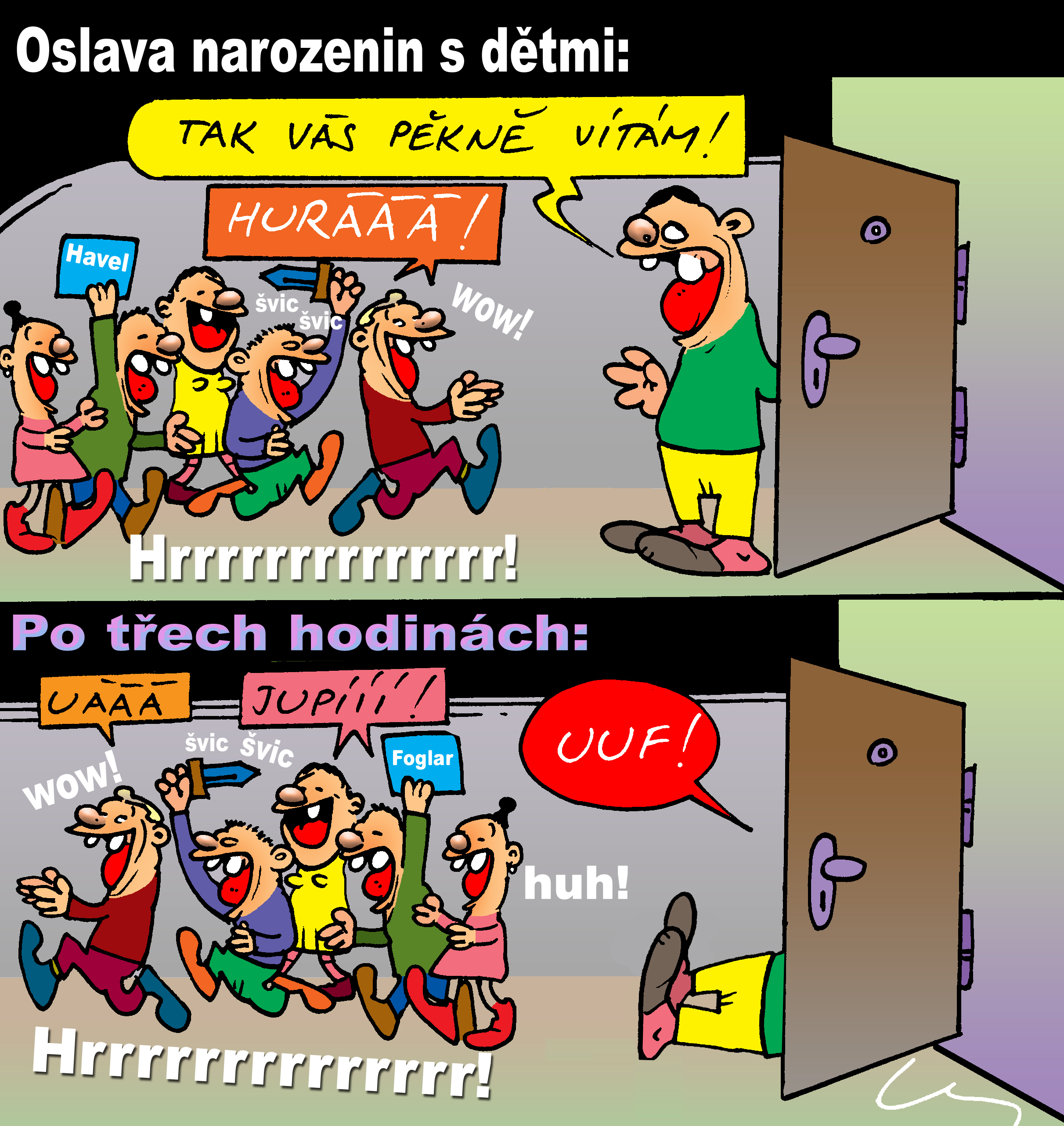
kreslený vtip
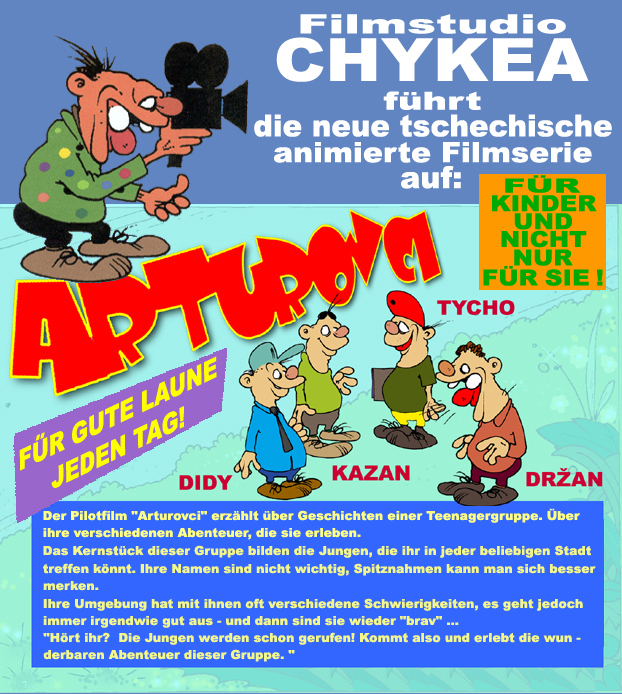
upoutávka na animované Arturovce
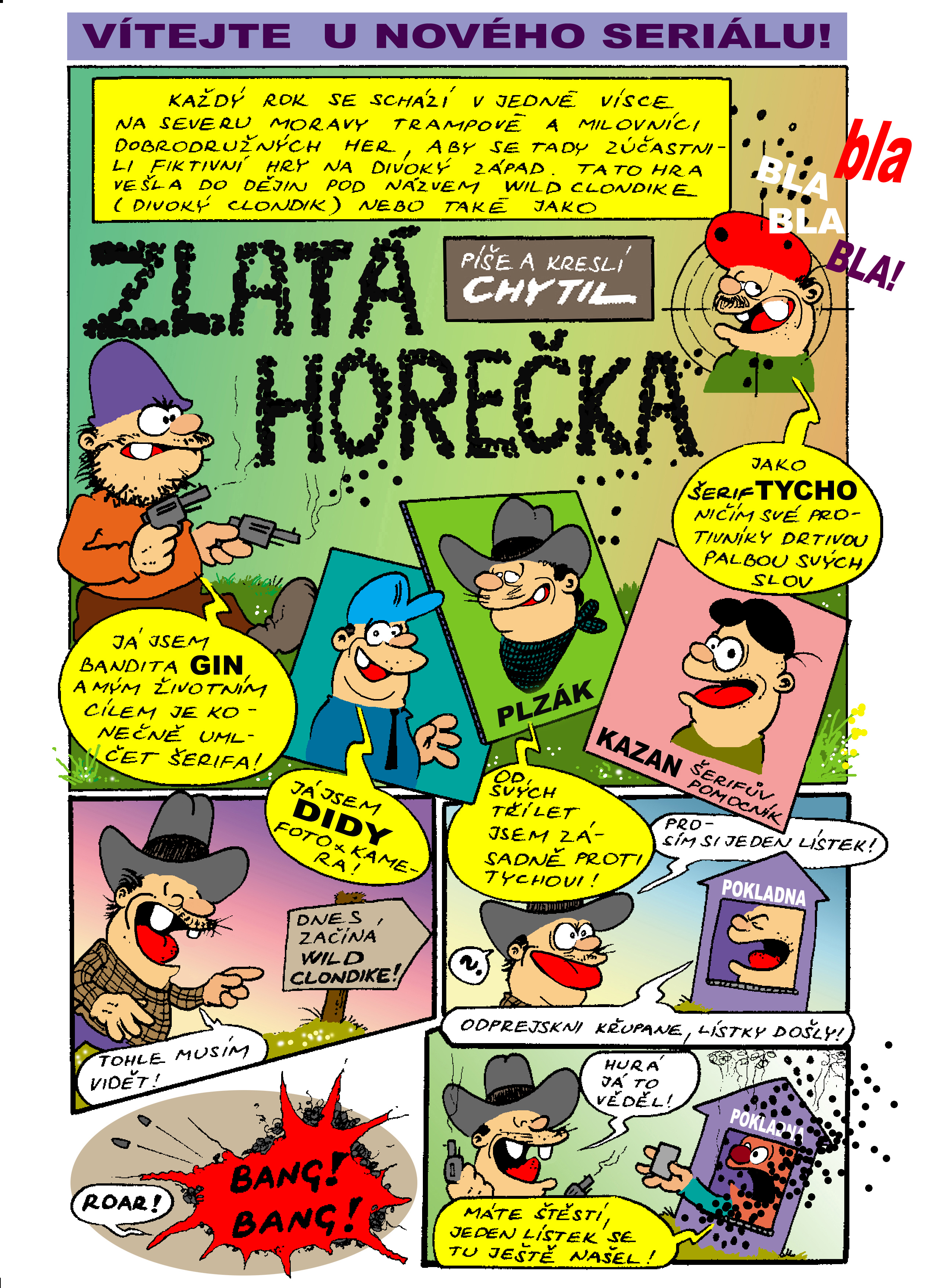
komiks Zlatá horečka
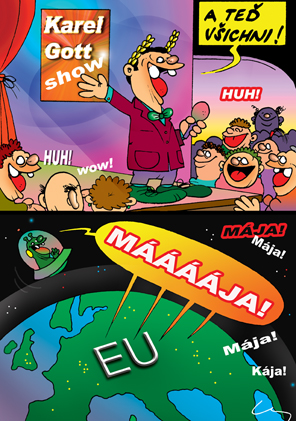
ilustrace z knihy Jak vyrobit bumerang